# Hoppípolla
«Hoppípolla» es una canción de la banda islandesa de post rock Sigur Rós, que aparece en el álbum Takk... (2005). Fue publicada como el segundo sencillo del disco en noviembre de 2005. La letra está escrita principalmente en islandés, aunque también incorpora algunas frases sin sentido en un idioma inventado por la banda llamado vonlenska. La traducción al español del título, escrito con espacios ("Hoppa í polla"), sería "Saltando en los charcos". Como otras canciones de la banda islandesa, "Hoppípolla" tuvo un apodo en sus primeras etapas de composición, "The Money Song", ya que la banda era consciente de que tenían que componer una canción que tuviese éxito comercial. "Hoppípolla" ha sido el sencillo más exitoso de la carrera de Sigur Rós, alcanzando el puesto número 24 en el Reino Unido tras ser elegida como canción de entrada de Planet Earth, una serie de documentales producidos por la BBC en 2006. Previamente, tras su lanzamiento, había llegado al puesto número 35 en este país. Junto con esta canción, el sencillo contiene también los temas "Með blóðnasir" (también del álbum Takk...) y "Háfssol" (del álbum Von).
En 2009, Chicane realizó una versión dance titulada "Poppíholla" que fue publicada como sencillo y alcanzó el séptimo puesto en las listas británicas.

## Vídeo musical
El vídeo musical del sencillo fue rodado por Arni & Kinski y publicado en noviembre de 2005. En él aparecen dos grupos de ancianos haciendo travesuras mientras se dan un paseo por un pueblo. Hacia el final del vídeo, ambos grupos se encuentran para lanzarse globos de agua y luchar con espadas de madera, mientras saltan en los charcos de la calle. En el vídeo aparecen los cuatro miembros de la banda realizando papeles secundarios.

## Lista de canciones
CD (CDEM 673) / 12" (12EM 673)
1. «Hoppípolla» – 4:36
2. «Með blóðnasir» – 2:24
3. «Hafsól» – 9:47

7" (EM 673)
1. «Hoppípolla» – 4:36
2. «Heysátan» – 4:09